# انتخابات الرئاسة الإيفوارية 1980
انتخابات الرئاسة الإيفوارية 1980 هي الانتخابات الرئاسية التي جرت في 12 أكتوبر 1980، في ساحل العاج، فاز بالانتخابات فيليكس هوفويت-بواني.

## المرشحين
| المرشح              | الحزب | عدد الأصوات |
| ------------------- | ----- | ----------- |
| فيليكس هوفويت-بواني |       |             |